# Benachinamardi, Sampgaon
Benachinamardi là một làng thuộc tehsil Sampgaon, huyện Belgaum, bang Karnataka, Ấn Độ.